# Imagina von Isenburg-Limburg

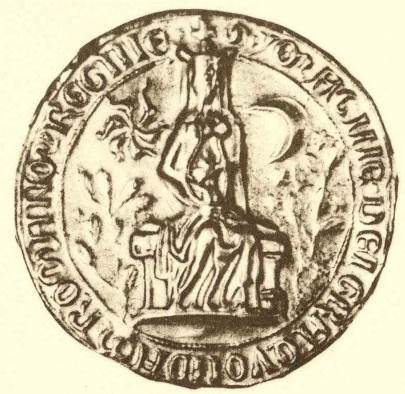
Gipsabdruck des Siegels der Imagina um 1306 mit der Umschrift + S YMAGIE. DEI GRA QVONDAM. ROMANOR REGINE

Imagina von Isenburg-Limburg (* 1250 Limburg an der Lahn; † 29. September nach 1317) war eine deutsche Adlige aus dem Haus Isenburg. Durch ihre Ehe wurde sie nacheinander Gräfin von Nassau, römisch-deutsche Königin und Landgräfin von Thüringen.

## Leben
Imagina war eine Tochter von Gerlach I. aus dem Haus Limburg, einer Seitenlinie der Herren von Isenburg, und Imagina von Blieskastel. Ihre Schwester Agnes war mit Heinrich von Westerburg verheiratet. Er war ein Bruder von Siegfried von Westerburg, Erzbischof und Kurfürst von Köln.
Imagina heiratete um 1271 Graf Adolf von Nassau (* um 1255; † Göllheim, 2. Juli 1298) aus der walramischen Linie des Hauses Nassau. Adolfs Bruder Diether stand ab 1295 im Dienst von Papst Bonifaz VIII. und wurde 1300 Erzbischof und Kurfürst von Trier.

### Gräfin von Nassau

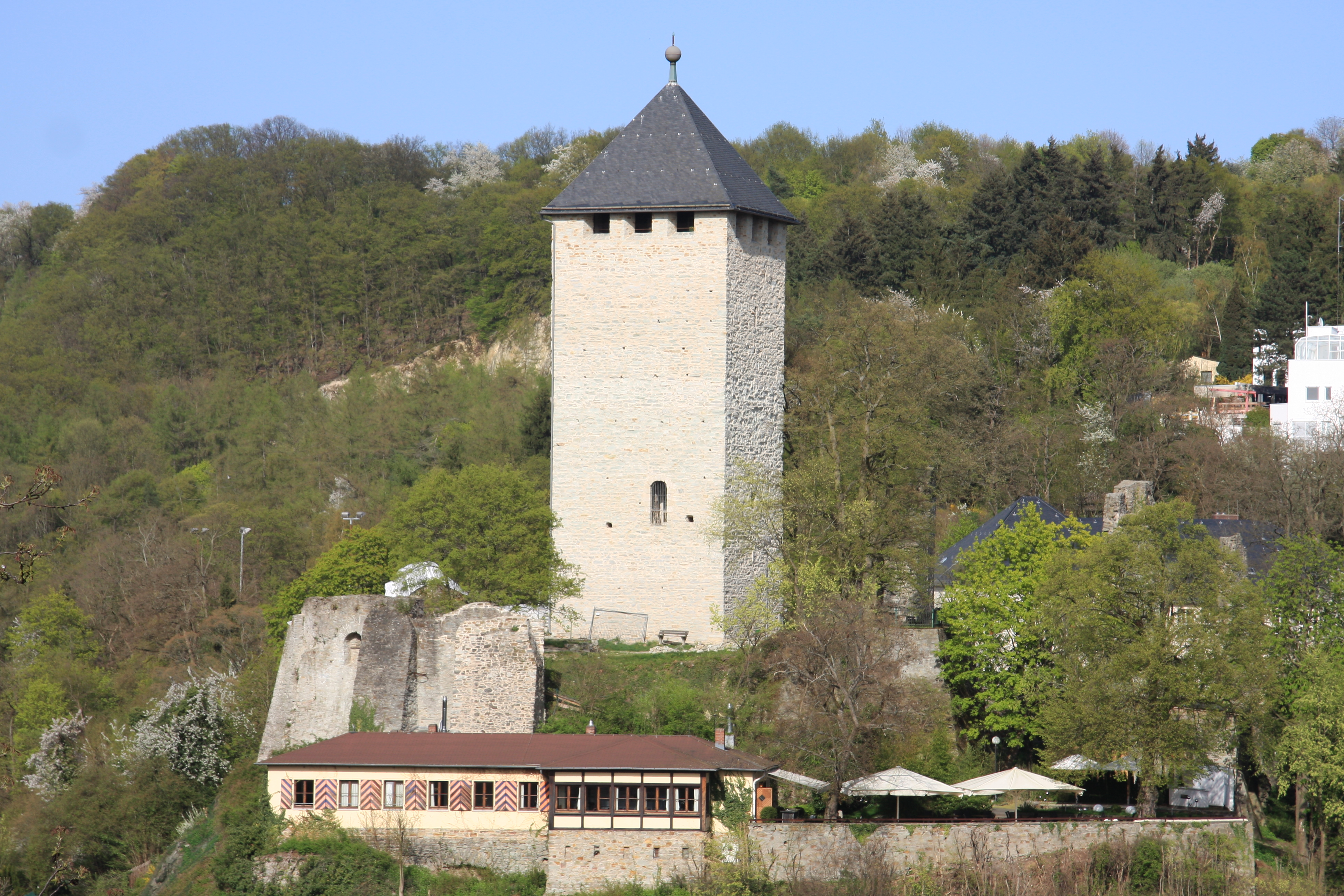
Die Burg Sonnenberg

Adolf wurde 1273 Mundschenk des Kölner Erzbischofs. 1276 trat er die Nachfolge seines Vaters Walram II. als Graf von Nassau an. Um 1280 war er in die Nassauisch-Eppsteinische Fehde verwickelt, in deren Folge die Eppsteiner die Stadt Wiesbaden und die Burg Sonnenberg zerstörten. Nach drei Jahren kam es 1283 zu einem Vergleich. Die Stadt Wiesbaden und die Burg Sonnenberg wurden wieder aufgebaut. Die Burg Sonnenberg wurde neben der Burg Idstein Residenz von Adolf und Imagina.
Gemäß einer Urkunde vom 27. Februar 1284 tauschten „Adolphus comes de Nassowe et Ymagina nostra collateralis“ Besitz mit der Kirche von Weilburg.
Adolf war fast vierzig, als er zum römisch-deutschen König gewählt wurde. Seine politischen Aktivitäten hatten sich bis dahin auf seine Rolle als Bundesgenosse des Kölner Erzbischofs beschränkt. 1288 kommandierte er in der Schlacht von Worringen das Heer des Kölner Erzbischofs. Adolf hatte zwar keine eigene Kanzlei, dürfte sich aber auf Grund seiner Beziehungen zu den Erzbischöfen von Köln und Mainz in den politischen Verhältnissen im Gebiet des Mittelrheins und von Mainz ausgekannt haben. Er sprach Deutsch, Französisch und Latein, was für die damalige Zeit selbst bei Adeligen selten war.

### Römisch-deutsche Königin

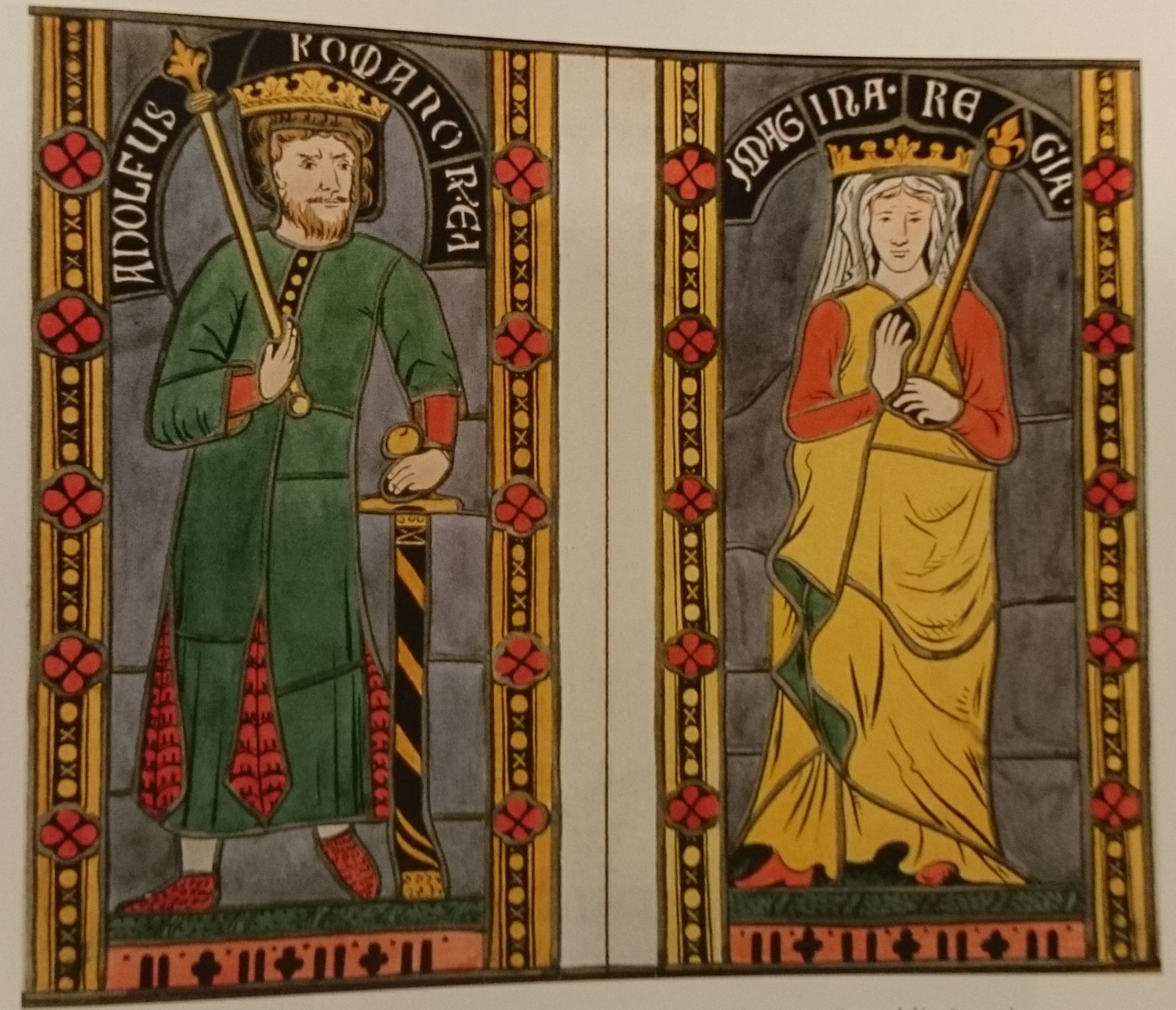
Stifterbilder König Adolfs und Imaginas auf Glasgemälden im Kloster Altenberg, kopiert um 1805 (?), Erbach, Gräfliche Rentkammer

Am 5. Mai 1292 kam es zur Wahl Adolfs in Frankfurt am Main. Allerdings waren seiner Macht wegen der eingegangenen Verpflichtungen von Anfang an enge Grenzen gesetzt. Adolf und Imagina wurden am 24. Juni in Aachen zum König und zur Königin gekrönt.
Nach der Wahl zum römischen König waren Adolf und Imagina selten in Nassau. Imagina residierte überwiegend auf der Reichsburg Achalm, wenn sie ihren Mann nicht auf seinen Reisen begleitete. Ihr Hof war Anziehungspunkt für alle, die Schutz vor den mächtiger werdenden Territorialherren des Reiches suchten. Adolf hielt zahlreiche Hoftage ab.
Im Jahre 1294 griff Adolf im von Kämpfen zerrütteten Thüringen ein, indem er die Landgrafschaft von Albrecht dem Entarteten kaufte. Adolf nutzte dabei die Kämpfe, welche zwischen Albrecht und seinen Söhnen Friedrich und Dietrich ausgebrochen waren. Imagina wurde auch Landgräfin von Thüringen.
Adolf und Imagina gründeten am 29. September 1296 das Kloster Klarenthal bei Wiesbaden.
Die zuvor hingenommene Thüringenpolitik Adolfs war der Anlass für die Auseinandersetzungen mit den Kurfürsten. Am 23. Juni 1298 wurde Adolf seines Amtes für unwürdig und seiner Königswürde für verlustig erklärt. Albrecht von Habsburg wurde zu seinem Nachfolger gewählt. Der Konflikt zwischen Adolf und der fürstlichen Opposition entschied sich bald auf dem Schlachtfeld. Am 2. Juli 1298 trafen die Heere Adolfs und Albrechts in der Schlacht bei Göllheim aufeinander. Nach heftigen Angriffen fiel Adolf zusammen mit seinem Bannerträger und einigen Getreuen. Daraufhin wandte sich sein Heer zur Flucht und löste sich auf. Sein Sohn Ruprecht wurde vom Mainzer Erzbischof Gerhard II. von Eppstein gefangen genommen. Die Herren von Eppstein waren seit Generationen die Feinde der Nassauer.

### Witwe

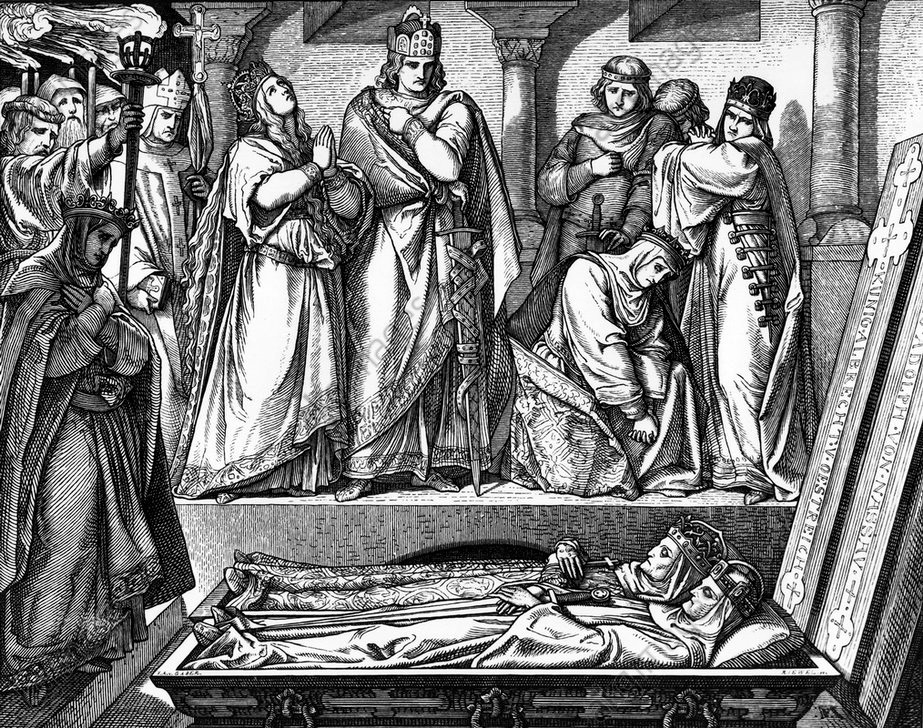
König Heinrich VII. erlaubt die Überführung der Leichen Albrechts und Adolfs nach Speyer; am Sarg die Witwen Elisabeth und Imagina. Holzstich, um 1860, nach Zeichnung von Adolph Ehrhardt (1813–1899). 15 × 19 cm. Berlin, Slg.Archiv f. Kunst & Geschichte

Der neue König Albrecht I. verwehrte den Gefolgsleuten Adolfs, den gefallenen König im Speyerer Dom beizusetzen. Daher wurde Adolf im Auftrag Imaginas zunächst nahe bei Göllheim im Zisterzienserinnenkloster Rosenthal beigesetzt. Laut Volksüberlieferung ließ sie am Sterbeort das frühgotische Königskreuz errichten. Die heutige Geschichtsschreibung vermutet jedoch ihren Sohn Gerlach als Erbauer. Es ist das älteste Flurkreuz der Pfalz.
Nach dem Tod Adolfs beschlagnahmte der Mainzer Erzbischof zusammen mit seinen Verwandten, den Herren von Eppstein, die Burg Sonnenberg und zerstörte sie. Imaginas Sohn Gerlach, damals noch ein Kind, konnte gerettet werden. Imagina ließ sich auf der Burg Weilburg nieder, ihrem Witwensitz.
Imagina bat auf dem Hoftag in Nürnberg im Herbst 1298 Elisabeth, die Gattin des neuen Königs Albrecht, um die Freilassung ihres Sohnes Ruprecht. Im Jahr 1299 wurde er nach den Mainzer Bischofsregesten (Nr. 0617) durch den Herrn von Rheinberg aus der Haft des Erzbischofs befreit.
Am 29. August 1309 ließ König Heinrich VII. die Leiche Adolfs in die Königsgruft in den Speyerer Dom überführen. Hier wurde er neben Albrecht I. beigesetzt, der 1308 Opfer eines Königsmordes geworden war. Bei dieser Beisetzung war Imagina anwesend.
Am Ende ihres Lebens zog sich Imagina in das von ihr gegründete Kloster Klarenthal zurück, in dem ihre Tochter Adelheid Äbtissin war. Dort wurde sie auch bestattet. 1632 oder 1650 wurde ihr Grabdenkmal aus der zerstörten Klosterkirche in die Mauritiuskirche in Wiesbaden überführt. Diese Kirche wurde 1850 durch einen Brand zerstört, das Grabdenkmal von Imagina ging verloren.

## Nachkommen

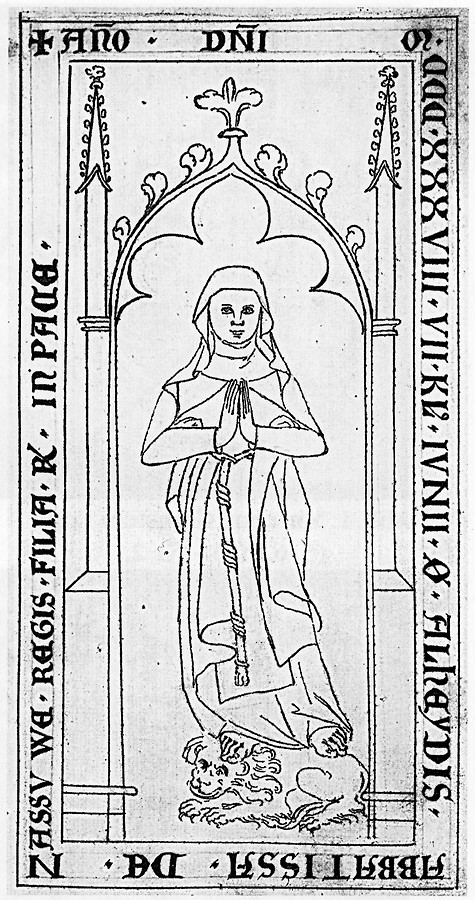
Das Grabdenkmal der Adelheid von Nassau, Äbtissin von Klarenthal, im Kloster Klarenthal. Zeichnung aus dem Epitaphienbuch von Heinrich Dors, 1632

Aus ihrer Ehe entstammen die Kinder:
1. Heinrich († jung)
2. Mechthild (* vor 1280, † Heidelberg, 19. Juni 1323), ⚭ Nürnberg, 1. September 1294 mit Rudolf I. der Stammler (* Basel (?), 4. Oktober 1274, † in England (?), 12. August 1319). Mechthild wurde bestattet im Kloster Klarenthal.
3. Ruprecht V. (* 1280, † 2. Dezember 1304), Nachfolger seines Vaters als Graf von Nassau, regierte mit seinem Bruder Gerlach
4. Adelheid († 7. Juni 1338), war Nonne im Kloster St. Klara in Mainz und seit 1311 Äbtissin von Kloster Klarenthal
5. Imagina († jung)
6. Gerlach I. (* vor 1288, † 7. Januar 1361), Nachfolger seines Vaters als Graf von Nassau, regierte mit seinen Brüdern Ruprecht und Walram
7. Adolf (* 1292; † 1294)
8. Walram III. (* 1294; † nach 22. Dezember 1324), regierte 1312–1316 mit seinem Bruder Gerlach